# 李素永
李素永（：／ Lee So-young，1985年3月30日—），大韓民國自由派政治人物，第21屆國會議員。